# Porrhothele moana
Espèce
Porrhothele moana est une espèce d'araignées mygalomorphes de la famille des Porrhothelidae.

## Distribution
Cette espèce est endémique de Nouvelle-Zélande. Elle se rencontre dans la région de West Coast vers Moana, Hokitika, Greymouth, Reefton.

## Description
La carapace du mâle holotype mesure 7,5 mm de long sur 6,0 mm et l'abdomen 8,8 mm de long sur 6,5 mm et la carapace de la femelle 7,0 mm de long sur 6,4 mm et l'abdomen 9,6 mm de long sur 7,2 mm.

## Systématique et taxinomie
Cette espèce a été décrite par Forster en 1968.

## Étymologie
Son nom d'espèce lui a été donné en référence au lieu de sa découverte, Moana.

## Publication originale
- Forster, 1968 : « The spiders of New Zealand. Part II. Ctenizidae, Dipluridae. » Otago Museum Bulletin, vol. 2, p. 1-72 & 126-180.